# Recept eё molodosti
Recept eё molodosti (Рецепт её молодости) è un film del 1983 diretto da Evgenij Ginzburg.

## Trama
Il film racconta la famosa attrice trecentenne e il segreto della sua giovinezza.